# توني جوردن (لاعب كرة قدم أمريكية)
توني جوردن (بالإنجليزية: Tony Jordan)‏ هو لاعب كرة قدم أمريكية أمريكي، ولد في 8 مايو 1965 في روتشستر في الولايات المتحدة.

## وصلات خارجية
- توني جوردن على موقع مرجع كرة القدم المحترفة.كوم (الإنجليزية)
- توني جوردن على موقع كلية كرة القدم في سبورتس رفرنس.كوم (الإنجليزية)